# Itaberaba
Itaberaba é um município brasileiro do estado da Bahia, região Nordeste. Localiza-se na região do Piemonte do Paraguaçu, próximo a Chapada Diamantina. Apesar de não fazer parte da Chapada Diamantina, essa cidade funciona como um portal para a região.
Conforme estimativa de 2024 do Instituto Brasileiro de Geografia e Estatística (IBGE), o município contava com 68 244 habitantes.

## Topônimo
"Itaberaba" é um termo de origem tupi que significa "pedra brilhante", através da junção dos termos itá (pedra) e beraba (brilhante).

## História
Sua história remonta ao período colonial, quando a região era habitada pelos índios maracás. No final do século XVII, foi construída uma capela em homenagem a Nossa Senhora do Rosário, marco inicial da formação de um povoado. Aos poucos, o local foi crescendo e se desenvolvendo, atraindo pessoas em busca de melhores condições de vida. No século XIX, a região de Itaberaba foi palco de diversos conflitos armados durante a Guerra de Independência da Bahia, também conhecida como a luta pela independência do Brasil em relação a Portugal. O município teve participação ativa nesse processo, com a presença de tropas e batalhas em seu território. Em 1873, foi elevado à condição de vila. Ao longo dos anos, Itaberaba passou por transformações urbanísticas e sociais, com melhorias em seus serviços públicos, como saúde, educação e infraestrutura. A cidade também se desenvolveu culturalmente, promovendo eventos e valorizando a sua história e tradições.

## Geografia
Município de médio porte em relação aos demais municípios do estado. Fica localizado na região semiárida, apresentando algumas características dessa região, a exemplo da sua vegetação e clima.

### Vegetação
A região de Itaberaba apresenta como bioma a caatinga.

### Clima
O município está inserido no domínio morfoclimático do semiárido brasileiro, com temperatura média anual de 29 °C, sendo os meses de junho, julho e agosto os mais frios. Segundo dados do Instituto Nacional de Meteorologia (INMET), referentes ao período de 1961 a 1970 e de 1973 a 2019, a menor temperatura registrada em Itaberaba foi de 7,8 °C em 26 de julho de 2008, e a maior atingiu 40,1 °C em 23 de janeiro de 1995. O maior acumulado de precipitação em 24 horas foi de 165,8 milímetros (mm) em 28 de outubro de 2009. Outros acumulados iguais ou superiores a 100 mm foram: 142,8 mm em 2 de janeiro de 2002, 136,8 mm em 18 de novembro de 1987, 135,2 mm em 28 de janeiro de 1992, 131,5 mm em 8 de janeiro de 2016, 126 mm em 11 de janeiro de 1964, 120 mm em 6 de março de 1999, 108,1 mm em 21 de dezembro de 1989, 107,1 mm em 12 de novembro de 1962, 102,9 mm em 14 de dezembro de 1977, 102,6 mm em 3 de dezembro de 2001 e 100,7 mm em 3 de dezembro de 1985.
| Dados climatológicos para Itaberaba | Dados climatológicos para Itaberaba | Dados climatológicos para Itaberaba | Dados climatológicos para Itaberaba | Dados climatológicos para Itaberaba | Dados climatológicos para Itaberaba | Dados climatológicos para Itaberaba | Dados climatológicos para Itaberaba | Dados climatológicos para Itaberaba | Dados climatológicos para Itaberaba | Dados climatológicos para Itaberaba | Dados climatológicos para Itaberaba | Dados climatológicos para Itaberaba | Dados climatológicos para Itaberaba |
| Mês | Jan                                 | Fev                                 | Mar                                 | Abr                                 | Mai                                 | Jun                                 | Jul                                 | Ago                                 | Set                                 | Out                                 | Nov                                 | Dez                                 | Ano                                 |
| --- | ----------------------------------- | ----------------------------------- | ----------------------------------- | ----------------------------------- | ----------------------------------- | ----------------------------------- | ----------------------------------- | ----------------------------------- | ----------------------------------- | ----------------------------------- | ----------------------------------- | ----------------------------------- | ----------------------------------- |
| Temperatura máxima recorde (°C) | 40,1                                | 39,2                                | 38,3                                | 38,1                                | 36,5                                | 34,9                                | 35,6                                | 36,8                                | 37,5                                | 39,5                                | 38,1                                | 39,9                                | 40,1                                |
| Temperatura máxima média (°C) | 33,2                                | 33,4                                | 33,2                                | 32                                  | 30,7                                | 28,7                                | 28,3                                | 29,1                                | 30,7                                | 32,4                                | 32,3                                | 32,6                                | 31,4                                |
| Temperatura média compensada (°C) | 26,4                                | 26,8                                | 26,5                                | 25,6                                | 24,4                                | 22,7                                | 22,1                                | 22,6                                | 23,9                                | 25,2                                | 25,9                                | 26                                  | 24,8                                |
| Temperatura mínima média (°C) | 20,4                                | 20,9                                | 20,8                                | 20                                  | 18,6                                | 16,6                                | 15,7                                | 16,3                                | 17,7                                | 19,6                                | 20,3                                | 20,5                                | 18,9                                |
| Temperatura mínima recorde (°C) | 15,6                                | 14,8                                | 14,6                                | 13,6                                | 11,2                                | 10                                  | 7,8                                 | 9                                   | 9,4                                 | 11,2                                | 14                                  | 15,2                                | 7,8                                 |
| Precipitação (mm) | 94,8                                | 59,9                                | 70,8                                | 47,1                                | 28,5                                | 35,7                                | 35,5                                | 20,8                                | 18,2                                | 30,5                                | 70                                  | 81,2                                | 593                                 |
| Dias com precipitação (≥ 1 mm) | 6                                   | 6                                   | 7                                   | 7                                   | 6                                   | 8                                   | 8                                   | 6                                   | 4                                   | 4                                   | 6                                   | 5                                   | 73                                  |
| Umidade relativa compensada (%) | 66,8                                | 66,9                                | 68,1                                | 71,1                                | 72,4                                | 75,5                                | 74,2                                | 70,5                                | 68,2                                | 66,1                                | 67,7                                | 67,2                                | 69,6                                |
| Insolação (h) | 218,6                               | 206,4                               | 225,4                               | 192,6                               | 171                                 | 149,7                               | 167,4                               | 183,5                               | 190,7                               | 206,2                               | 177,6                               | 197,7                               | 2 286,8                             |
| Fonte: Instituto Nacional de Meteorologia (INMET) (normal climatológica de 1981-2010); (temperatura máxima média, precipitação, dias com precipitação, umidade relativa compensada e horas de sol: normais climatológicas 1991-2020); recordes de temperatura: 01/01/1961 a 31/12/1970 e 01/01/1973 a 03/05/2017) |                                     |                                     |                                     |                                     |                                     |                                     |                                     |                                     |                                     |                                     |                                     |                                     |                                     |

## Economia
No que diz respeito ao trabalho e rendimento da população, em 2020, o salário médio mensal dos trabalhadores formais em Itaberaba foi de 1,4 salários mínimos. Em relação às finanças públicas, em 2017, a cidade de Itaberaba registrou um total de receitas realizadas no valor de R$ 140.571,04 e um total de despesas empenhadas no valor de R$ 138.731,89.

## Infraestrutura

### Saúde
Em 2009, Itaberaba possuía 42 estabelecimentos de saúde vinculados ao Sistema Único de Saúde (SUS). Em 2010, o índice de esgotamento sanitário adequado na cidade era de 68,5%.

## Cultura

### Festa do Vaqueiro
A festa é realizada a mais de 80 anos e celebra o vaqueiro, um personagem singular da vida sociocultural da região. O evento é, organizada pela Prefeitura de Itaberaba, através da Secretaria da Agricultura, Pecuária, Irrigação, Pesca e Aquicultura. (SEAGRI), com o apoio da Secretaria Municipal de Cultura (SECULT).

### São João
Considerado o maior e melhor festival junino de toda a região. Ocupa uma área de mas de 15 mil metros quadrados. A festa atrai uma grande quantidade de pessoas todos os anos, e em reconhecimento à sua grandiosidade e qualidade, o evento foi premiado duas vezes no "Melhores do São João 2018": recebeu os prêmios de Destino Destaque e Destino Revelação do São João de 2018.

### Turismo

#### A pedra de Itaberaba
A Pedra de Itaberaba, que inspirou o nome do munícipio, está localizada a 25 km da sede da cidade. Nessa região, é possível encontrar detalhes de pinturas rupestres na concha de um dos três blocos de granito que formam uma trempe ou tripé.

#### Monte Bom Jesus da Lapa
Outro importante atrativo turístico na cidade é Monte Bom Jesus da Lapa, localizado em um dos extremos da cidade. Segundo a lenda, em uma noite de sexta-feira da paixão de um certo ano, a figura fantástica de um vaqueiro ao persegui uma rês precipitou-se e caiu  em um o abismo.